# Jean Behourt
Ne doit pas être confondu avec Béhourd.
Jean Behourt, né dans la première moitié du XVIe siècle à Rouen où il est mort en 1621, est un grammairien et dramaturge français.

## Biographie
Régent du collège des Bons Enfants de Rouen de 1586 à 1620, Jean Behourt composa pour ce collège trois tragédies, Polixène, tragi-comédie en trois actes, avec des chœurs, tirée du premier livre des Histoires tragiques de Pierre Boisteau, dédiée à la princesse de Montpensier, représentée le 7 septembre 1597, Esaü, ou le chasseur, tragédie en cinq actes, dédiée au duc de Montpensier, représentée le 2 août 1598, Hypsicratée ou la Magnanimité, dédiée à Georges de Montigny, tragédie en cinq actes, représentée au même lieu.
Behourt a également rédigé en 1607 un abrégé de la grammaire latin de Despautère qui, abrégé à son tour, a longtemps été utilisé dans les collèges sous le nom de Petit Behourt.

## Œuvres
- Polixène, Rouen, Raphaël du Petit-Val, 1597
- Esaü, ou le chasseur, Rouen, Raphaël du Petit-Val, 1598
- Hypsicratée ou la Magnanimité, Rouen, Raphaël du Petit-Val, 1604
- Sententiæ puriores cum dictis festivioribus in usum pueritiæ ex Ovidio excerptæ ingulis, adjecta est sua epigraphe, Rouen, Jean Osmon, 1603
- Grammatica Joannis Despauterii, in commodiorem docendi et discendi usum redacta, Lyon, Antoine Thomaz, 1684
- Despauterius minor seu Joannis Despauterii, latinae grammatices epitome, in commodiorem docendi et discendi usum redacta ... Adjectiva est facilioris intelligentiae causa et gallica versuum Despauterii, 8 v., Caen, Guillaume Richard, [s.d.], 514 p.